# Morti nel 2024/Maggio
| Questa pagina contiene informazioni ricavate automaticamente dalle voci biografiche con l'ausilio del template Bio e di un bot. L'aggiornamento è periodico e automatico e ricostruisce completamente la pagina. Se manca una persona in questa lista, sei pregato di non aggiungerla, ma accertati piuttosto che la sua voce biografica contenga il template Bio e che i dati anagrafici siano correttamente compilati. Se il template Bio manca, inseriscilo tu stesso o, in alternativa, metti l'avviso {{tmp\|Bio}} che ne segnala la mancanza. Se i dati riportati sono sbagliati, correggi direttamente la voce biografica; le modifiche saranno visibili in questa lista entro pochi giorni. Per chiarimenti vedi il progetto biografie. La lista contiene solo le 170 persone che sono citate nell'enciclopedia e per le quali è stato implementato correttamente il template Bio. Pagina aggiornata al 18 lug 2025. |

- 1º maggio - Danilo Dončić, calciatore e allenatore di calcio serbo (n. 1969)
- 1º maggio - Tommaso Galli, pugile italiano (n. 1941)
- 1º maggio - Terry Medwin, calciatore gallese (n. 1932)
- 1º maggio - Massimo Nistri, nuotatore italiano (n. 1955)
- 1º maggio - Günter Rätz, sceneggiatore, regista e animatore tedesco (n. 1935)
- 1º maggio - Richard Tandy, musicista, tastierista e bassista britannico (n. 1948)
- 2 maggio - Susan Buckner, attrice statunitense (n. 1953)
- 2 maggio - Halil Dağlı, cestista e allenatore di pallacanestro turco (n. 1942)
- 2 maggio - Sjoukje Dijkstra, pattinatrice artistica su ghiaccio olandese (n. 1942)
- 2 maggio - Derek Forster, calciatore inglese (n. 1949)
- 2 maggio - Darius Morris, cestista statunitense (n. 1991)
- 2 maggio - Marcello Vigli, saggista, partigiano e insegnante italiano (n. 1928)
- 3 maggio - Giuseppe Berta, storico italiano (n. 1952)
- 3 maggio - László Hammerl, tiratore a segno ungherese (n. 1942)
- 3 maggio - Imerio Massignan, ciclista su strada italiano (n. 1937)
- 3 maggio - Dick Rutan, militare, aviatore e politico statunitense (n. 1938)
- 3 maggio - Denis Trento, scialpinista italiano (n. 1982)
- 4 maggio - Bob Avellini, giocatore di football americano statunitense (n. 1953)
- 4 maggio - Dagoberto Fontes, calciatore uruguaiano (n. 1943)
- 4 maggio - David Messina, giornalista, telecronista sportivo e autore televisivo italiano (n. 1932)
- 4 maggio - Michele Paradiso, compositore italiano (n. 1945)
- 4 maggio - Corrado Pellanera, cestista e allenatore di pallacanestro italiano (n. 1938)
- 4 maggio - Karl Ringel, calciatore tedesco (n. 1932)
- 4 maggio - Attilio Sessa, giocatore di biliardo italiano (n. 1933)
- 4 maggio - Frank Stella, pittore e scultore statunitense (n. 1936)
- 5 maggio - Bernard Hill, attore britannico (n. 1944)
- 5 maggio - Etelka Kenéz Heka, poetessa, scrittrice e cantante ungherese (n. 1936)
- 5 maggio - César Luis Menotti, calciatore, allenatore di calcio e dirigente sportivo argentino (n. 1938)
- 5 maggio - Fausto Pajar, giornalista e scrittore italiano (n. 1948)
- 5 maggio - Oleksandr Pjelješenko, sollevatore ucraino (n. 1994)
- 6 maggio - Anselma Cardozo, cestista paraguaiana
- 6 maggio - Ian Gelder, attore britannico (n. 1949)
- 6 maggio - Emilio Giardina, economista e politico italiano (n. 1933)
- 6 maggio - Bernard Pivot, conduttore televisivo e critico letterario francese (n. 1935)
- 6 maggio - Gerald Presley, bobbista canadese (n. 1942)
- 6 maggio - Petja Stavreva, politica e giornalista bulgara (n. 1977)
- 6 maggio - Andy Stoglin, cestista e allenatore di pallacanestro statunitense (n. 1942)
- 7 maggio - Steve Albini, produttore discografico, chitarrista e cantante statunitense (n. 1962)
- 7 maggio - Marcella Emiliani, saggista e storica italiana (n. 1949)
- 7 maggio - Joan Rigol, politico spagnolo (n. 1943)
- 8 maggio - Viv Busby, calciatore inglese (n. 1949)
- 8 maggio - Jimmy Johnson, giocatore di football americano statunitense (n. 1938)
- 8 maggio - Giovanna Marini, cantautrice italiana (n. 1937)
- 9 maggio - Marco Coira, militare italiano (n. 1950)
- 9 maggio - Roger Corman, regista, produttore cinematografico e attore statunitense (n. 1926)
- 9 maggio - Bobby Hooper, cestista e allenatore di pallacanestro statunitense (n. 1946)
- 9 maggio - Toini Pöysti, fondista finlandese (n. 1933)
- 9 maggio - Philip Tagg, musicologo britannico (n. 1944)
- 9 maggio - Bill Wood, cantante statunitense (n. 1938)
- 10 maggio - Mary Banotti, politica irlandese (n. 1939)
- 10 maggio - Bruce Maccabee, fisico statunitense (n. 1942)
- 10 maggio - Tom Marshall, cestista e allenatore di pallacanestro statunitense (n. 1931)
- 10 maggio - Frank Sibley, calciatore e allenatore di calcio inglese (n. 1947)
- 10 maggio - James Harris Simons, matematico, imprenditore e filantropo statunitense (n. 1938)
- 10 maggio - Hans Wahlgren, attore e doppiatore svedese (n. 1937)
- 11 maggio - Steve Andrascik, hockeista su ghiaccio canadese (n. 1948)
- 11 maggio - Susan Backlinie, attrice statunitense (n. 1946)
- 11 maggio - Tito Gotti, direttore d'orchestra, musicologo e saggista italiano (n. 1927)
- 11 maggio - Rudolf Kučera, calciatore cecoslovacco (n. 1940)
- 12 maggio - Amália Barros, giornalista, politica e attivista brasiliana (n. 1985)
- 12 maggio - Mark Damon, attore e produttore cinematografico statunitense (n. 1933)
- 12 maggio - Silvano Flaborea, calciatore e allenatore di calcio italiano (n. 1938)
- 12 maggio - Renato Grignaschi, fotografo italiano (n. 1943)
- 12 maggio - Franca Nuti, attrice e insegnante italiana (n. 1929)
- 12 maggio - Paulo César Peréio, attore e doppiatore brasiliano (n. 1940)
- 12 maggio - David Sanborn, sassofonista, conduttore televisivo e conduttore radiofonico statunitense (n. 1945)
- 13 maggio - Giuseppe D'Ascenzo, chimico italiano (n. 1937)
- 13 maggio - Christian Escoudé, chitarrista francese (n. 1947)
- 13 maggio - Rinus de Jong, cestista olandese (n. 1934)
- 13 maggio - Lorenzo Leporati, poeta e traduttore italiano (n. 1966)
- 13 maggio - Alice Munro, scrittrice canadese (n. 1931)
- 13 maggio - Enrico Musiani, cantante italiano (n. 1937)
- 13 maggio - Manrico Vaiani, allenatore di pallacanestro italiano (n. 1953)
- 14 maggio - Fabián Cancelarich, calciatore argentino (n. 1965)
- 14 maggio - Angela Cavo, attrice italiana (n. 1934)
- 14 maggio - Netiporn Sanesangkhom, attivista e politica thailandese (n. 1995)
- 14 maggio - Necmi Ton, cestista turco
- 14 maggio - Tony Windis, cestista statunitense (n. 1933)
- 15 maggio - Abdullatif Abdulhamid, regista e sceneggiatore siriano (n. 1954)
- 15 maggio - Tates Locke, allenatore di pallacanestro e dirigente sportivo statunitense (n. 1937)
- 15 maggio - Gianluigi Maggioni, calciatore italiano (n. 1942)
- 15 maggio - June Mendoza, pittrice australiana (n. 1924)
- 15 maggio - Ahmed Piro, cantante marocchino (n. 1932)
- 16 maggio - Carmen Berenguer, poetessa e giornalista cilena (n. 1946)
- 16 maggio - Dabney Coleman, attore statunitense (n. 1932)
- 16 maggio - Ken Gardner, cestista statunitense (n. 1949)
- 16 maggio - Umberto Ruggiero, ingegnere italiano (n. 1927)
- 17 maggio - Gordon Bell, ingegnere, imprenditore e dirigente d'azienda statunitense (n. 1934)
- 17 maggio - Charlie Colin, musicista e bassista statunitense (n. 1966)
- 17 maggio - Franco Di Mare, giornalista, conduttore televisivo e scrittore italiano (n. 1955)
- 17 maggio - Franco Frabboni, pedagogista e saggista italiano (n. 1935)
- 17 maggio - Sid Going, rugbista a 15 e allenatore di rugby a 15 neozelandese (n. 1943)
- 17 maggio - Roberta Marrero, artista, attivista e cantante spagnola (n. 1972)
- 17 maggio - Otto Muck, presbitero, teologo e filosofo austriaco (n. 1928)
- 17 maggio - Stephen J. Rivele, sceneggiatore statunitense (n. 1949)
- 17 maggio - Hideyuki Umezu, doppiatore giapponese (n. 1955)
- 17 maggio - Peter Weber, ginnasta tedesco (n. 1938)
- 18 maggio - Yvon Bourrel, compositore francese (n. 1932)
- 18 maggio - Yael Dayan, scrittrice, politica e attivista israeliana (n. 1939)
- 18 maggio - Frank Ifield, cantante australiano (n. 1937)
- 18 maggio - Jerrold Northrop Moore, musicologo e saggista statunitense (n. 1934)
- 18 maggio - Ivan Mráz, calciatore, allenatore di calcio e giornalista cecoslovacco (n. 1941)
- 18 maggio - Tim Seely, attore britannico (n. 1935)
- 18 maggio - Mark Wells, hockeista su ghiaccio statunitense (n. 1957)
- 19 maggio - Hossein Amir-Abdollahian, diplomatico e politico iraniano (n. 1964)
- 19 maggio - Richard Foronjy, attore statunitense (n. 1937)
- 19 maggio - Bob Grant, giocatore di football americano statunitense (n. 1946)
- 19 maggio - Ian Hamilton, calciatore inglese (n. 1950)
- 19 maggio - Jim Otto, giocatore di football americano statunitense (n. 1938)
- 19 maggio - Oreste Peccedi, allenatore di sci alpino italiano (n. 1939)
- 19 maggio - Franchino, disc jockey italiano (n. 1953)
- 19 maggio - Ebrahim Raisi, politico e magistrato iraniano (n. 1960)
- 20 maggio - Jean-Claude Gaudin, politico francese (n. 1939)
- 20 maggio - Giorgio Marconi, gallerista italiano (n. 1930)
- 20 maggio - Eiko Masuyama, doppiatrice giapponese (n. 1936)
- 20 maggio - Karl-Heinz Schnellinger, calciatore tedesco (n. 1939)
- 21 maggio - Vladimir Agapov, calciatore e allenatore di calcio sovietico (n. 1933)
- 21 maggio - Richard Ellis, biologo e illustratore statunitense (n. 1938)
- 21 maggio - Roberto Gori, calciatore e allenatore di calcio italiano (n. 1938)
- 21 maggio - Jan Andrzej Paweł Kaczmarek, compositore polacco (n. 1953)
- 22 maggio - Gaetano Di Vaio, regista, produttore cinematografico e sceneggiatore italiano (n. 1968)
- 22 maggio - Marie-France Garaud, politica, magistrato e avvocato francese (n. 1934)
- 22 maggio - Darryl Hickman, attore e insegnante statunitense (n. 1931)
- 22 maggio - Luca Vannini, disegnatore e fumettista italiano (n. 1961)
- 22 maggio - David Wilkie, nuotatore britannico (n. 1954)
- 23 maggio - Franco Anelli, giurista italiano (n. 1963)
- 23 maggio - John Boardman, archeologo e storico dell'arte britannico (n. 1927)
- 23 maggio - Caleb Carr, romanziere statunitense (n. 1955)
- 23 maggio - Ralph Midgley, linguista britannico (n. 1929)
- 23 maggio - John Maddox Roberts, scrittore statunitense (n. 1947)
- 23 maggio - Morgan Spurlock, regista, sceneggiatore e produttore televisivo statunitense (n. 1970)
- 24 maggio - Jorge Arganis Díaz Leal, politico e funzionario messicano (n. 1943)
- 24 maggio - Doug Ingle, cantante e organista statunitense (n. 1946)
- 24 maggio - Dave Walker, pilota automobilistico australiano (n. 1941)
- 24 maggio - PierLuigi Zoccatelli, sociologo italiano (n. 1965)
- 25 maggio - Gary Gubner, sollevatore, pesista e discobolo statunitense (n. 1942)
- 25 maggio - Janisa Johnson, pallavolista e giocatrice di beach volley statunitense (n. 1991)
- 25 maggio - Albert S. Ruddy, produttore cinematografico, produttore televisivo e sceneggiatore canadese (n. 1930)
- 25 maggio - Richard M. Sherman, compositore e paroliere statunitense (n. 1928)
- 25 maggio - Yoshiyuki Suga, sceneggiatore giapponese (n. 1956)
- 25 maggio - Johnny Wactor, attore statunitense (n. 1986)
- 26 maggio - Hugo Arévalo, cantautore, chitarrista e regista televisivo cileno (n. 1940)
- 26 maggio - Leary Lentz, cestista statunitense (n. 1945)
- 27 maggio - Ghigo Agosti, cantante, compositore e musicista italiano (n. 1936)
- 27 maggio - Ştefan Birtalan, pallamanista rumeno (n. 1948)
- 27 maggio - Gianfranco Cianconi, pugile italiano (n. 1951)
- 27 maggio - Butch Johnson, arciere statunitense (n. 1955)
- 27 maggio - Bill Walton, cestista statunitense (n. 1952)
- 28 maggio - Raúl Decaría, calciatore argentino (n. 1939)
- 28 maggio - Hub Reed, cestista statunitense (n. 1934)
- 29 maggio - Margot Benacerraf, regista venezuelana (n. 1926)
- 29 maggio - Augusto Blotto, poeta e imprenditore italiano (n. 1933)
- 29 maggio - John Burnside, poeta e scrittore britannico (n. 1955)
- 29 maggio - Larry Cannon, cestista e allenatore di pallacanestro statunitense (n. 1947)
- 29 maggio - Annarosa Garatti, attrice e doppiatrice italiana (n. 1933)
- 29 maggio - Henri Nallet, politico francese (n. 1939)
- 29 maggio - Alberto Robol, politico italiano (n. 1945)
- 29 maggio - Manfred Wolke, pugile tedesco (n. 1943)
- 29 maggio - Anastasija Zavorotnjuk, attrice e conduttrice televisiva russa (n. 1971)
- 30 maggio - Tom Bower, attore statunitense (n. 1938)
- 30 maggio - Nora Cortiñas, attivista e psicologa argentina (n. 1930)
- 30 maggio - Trevor Edwards, calciatore gallese (n. 1937)
- 30 maggio - Kelvin Edward Felix, cardinale e arcivescovo cattolico dominicense (n. 1933)
- 30 maggio - Geneviève de Galard, infermiera francese (n. 1925)
- 30 maggio - Drew Gordon, cestista statunitense (n. 1990)
- 31 maggio - João Justino Amaral dos Santos, calciatore brasiliano (n. 1954)
- 31 maggio - Miriam Di Pasquale, pianista e clavicembalista italiana (n. 1963)
- 31 maggio - Bruno Incagnoli, oboista italiano (n. 1935)
- 31 maggio - Ed Mann, percussionista, tastierista e compositore statunitense (n. 1955)
- 31 maggio - Ron Morris, astista statunitense (n. 1935)